# هنینگر تورم
هنینگر تورم (انگلیسی: Henninger Turm) ساختمان مسکونی ۳۳ طبقه مستقر در شهر فرانکفورت است، که در سال ۱۹۶۱ احداث گردید.